# Jakob Michael Reinhold Lenz
Jakob Michael Reinhold Lenz (Seßwegen [ma Cesvaine, Lettország], 1751. január 23. – Moszkva, 1792. június 4.) német író, a Sturm und Drang kiemelkedő szerzője.

## Fiatalkora
Apja lelkész (1779-től Livland főhadbiztosa), Christian David Lenz (1720-1798) volt. Kilencéves korában családjával Dorpatba költözött, apja itt kapott lelkészi állást. Első versét Der Versöhnungstod Jesu Christi (Jézus Krisztus kiengesztelő halála) 15 éves korában jelent meg. 1768-tól 1770-ig teológiát tanult először Dorpatban majd Königsbergben, ahol Immanuel Kant előadásait is hallgatta, és az ő tanácsára olvasta Jean-Jacques Rousseau írásait. Elhanyagolta teológiai tanulmányait és inkább az irodalommal foglalkozott. Első önálló kiadása egy költemény volt (Die Landplagen), amely 1769-ben jelent meg.
1771-ben felhagyott königsbergi egyetemi tanulmányaival és apja akarata ellenére, aki emiatt fiával megszakította a kapcsolatot, két kurlandi báró és tiszt Friedrich Georg von Kleist és Ernst Nikolaus von Kleist segédjeként Strassburgba indult. Ott ismerkedett meg Johann Daniel Salzmannal, aki a Société de philosphie et de belles lettres nevű intellektuális kör központi alakja volt, és amelynek az ifjú Johann Wolfgang von Goethe is tagja volt, aki ez idő tájt szintén ott tartózkodott. Lenz Johann Heinrich Junt-Stillinggel is kapcsolatba került. Goethe Lenz művészi példaképe lett, rajta keresztül ismerkedett meg Johann Gottfried Herderrel és Johann Kaspar Lavaterrel, akikkel később levelezett. Lenz 1772-ben beleszeretett Friederike Brionba, Goethe korábbi szeretőjébe, de érzései viszonzatlanok maradtak.

## Tanulmányi évek, utazások
Még ugyanabban az évben munkaadóit követve Landauban, Fort Louisban és Weißenburgban vendégeskedett. 1773-ban visszatért Strassburgba és újra elkezdett tanulni. 1774-ben feladta szolgálatát a Kleist testvéreknél és szabadfoglalkozású íróként élt, kenyerét tanárként kereste meg. Goethével jó barátokká váltak, közösen látogattak el Emmedingenbe, ahol Lenz a húgát, Corneliát és férjét, Johann Georg Schlossert is bemutatta neki.
1776 áprilisában Lenz követte Goethét a weimari udvarba, ahol eleinte barátságosan fogadták, de már december elején Goethe egyetértésével kiutasította a herceg. A pontos háttár nem maradt ránk. Goethe, aki ezek után a személyes kapcsolatot is megszakította vele, csak halvány említést tett Lenz szamárságáról (Lenzens Eseley). Peter Hacks egy esszéjében arra következtet, hogy Goethe már 1776 áprilisában használta ezt a kifejezést Lenznek egy nem megfelelő társasági fellépése során, amely azonban messze nem adhatott elég okot Lenz kiutasítására, ami mögött az állhatott, hogy Lenz tiszteletlenül viselkedett vagy közeledni próbált a hercegnőhöz, és a kiutasítás is valószínűleg Karl August akarata volt.

## Lenz elmeállapotának fokozatos romlása
Lenz ezek után Emmendingenbe ment, ahol húga és sógora fogadták be. Onnan több utat tett Elzászba és Svájcba, többek között Laventerhez Zürichbe, 1777 májusában. Cornelia halálának sokkoló hírére visszatért Emmendingenbe. Egy újabb, nagyobb lélegzetű, Lavanternél tett látogatása után, novemberben Christoph Kaufmannál tartózkodott Winterthurban, amikor elmeállapotának romlása nyilvánvalóvá vált. Kaufmann Lenzet 1778 januárjában Johann Friedrich Oberlin filantróphoz és lelkészhez küldte az elzászi Waldersbachba, ahol 1778. január 20-tól február 8-ig tartózkodott. Oberlin és felesége gondozása ellenére állapota rosszabbodott. Ezután visszatért Emmendingenbe, ahol egy cipésznél majd egy erdésznél szállásolták el.
Öccse, Karl 1779 júniusában elhozta Hertingenből, ahol egy orvosnál kezeltette magát, és Rigába vitte, ahol apja időközben főhadbiztos lett. Itt azonban nem találta helyét. Sikertelenül pályázott az ottani gimnázium igazgatói posztjára, mert Herder megtagadta tőle egy erre vonatkozó ajánlólevél megírását. Szentpétervárott sem volt sikere, ahol 1780. februártól szeptemberig tartózkodott, s ezek után egy dorpati birtokon volt gazdatiszt.

## Fontosabb művei
- Der Versöhnungstod Jesu Christi, költemény, 1766
- Die Landplagen, verseposz, 1769
- Der Hofmeister, oder Vorteile der Privaterziehung. Eine Komödie, dráma, 1774
- Der neue Menoza, dráma, 1774
- Anmerkungen übers Theater, értekezés, 1774
- Meinungen eines Laien, den Geistlichen zugeeignet, 1775
- Pandaemonium Germanicum, dráma, amelyet 1775-ben írt és 1819-ben, posztumusz jelent meg
- Die Soldaten. Eine Komödie, dráma, 1776
- Die Freunde machen den Philosophen, dráma, 1776
- Zerbin oder die neuere Philosophie, novella, 1776
- Der Landprediger, elbeszélés, 1777
- Der Waldbruder, befejezetlen regény, posztumusz kiadás, 1882

### Kiadások
- Werke und Briefe. Három kötet, Sigrid Damm (szerk.), Insel Verlag, Leipzig; Hanser Verlag, München/Wien, 1987 ISBN 3-446-14665-2
- Werke. válogatta és kommentálta Karin Lauer, Hanser Verlag, München/Wien, 1992 ISBN 3-446-16338-7
- Werke. válogatta és szerkesztette Friedrich Voit, Reclam Verlag, Stuttgart, 1997 ISBN 3-15-008755-4
- Werke. A szerző életében önállóan megjelent első kiadások fakszimile kiadása. Christoph Weiß (szerk.) Tizenkét kötet, Röhrig Verlag, St. Ingbert, 2001 ISBN 3-86110-071-1
- Moskauer Schriften und Briefe. kommentálta és szerkesztette Heribert Tommek, két kötet, Weidler-Verlag, Berlin, 2007 ISBN 978-3-89693-486-4

## Magyarul
- Megjegyzések a színházról; ford. Neményi Róza; Balassi, Bp., 1997